# 大友親家
大友 親家（おおとも ちかいえ）は、安土桃山時代から江戸時代前期にかけての武将。大友氏の家臣。

## 生涯
永禄4年（1561年）、豊後国の戦国大名大友義鎮（宗麟）の次男として誕生。
覇気があり気性が荒かったため、当初は家督争いを避けようとした父宗麟によって僧籍に置かれるが、親家はこれに反して還俗し（父に従い臼杵の教会を訪れ、キリスト教に感化されたためともいわれる）。天正3年（1575年）11月にはキリシタンとなってドン・セバスチャンという洗礼名を得た（この後、降誕祭に伴い町中の寺院数ヶ所を破壊したともいわれる）。
天正7年（1579年）、反乱を起こした田原親貫に代わり田原氏の家督を継承し、以後は田原親家と称す。同9年（1581年）頃から、加判衆に名を連ね、豊前国・筑後国・筑前国での諸戦に参加している。しかし、同14年（1586年）からの島津氏との豊薩合戦において、犬猿の仲であった兄義統に不満を抱き、島津義久に通じた。これを知った義統は親家を殺害しようとしたが、宗麟の取り成しで役職の罷免と所領の没収のみで許され、臼杵の宗麟に引き取られた。のち、名を門司勘解由允に改め、豊前国門司城や豊後国富尾城などに移るものの、九州平定を終えた豊臣秀吉からその不忠を咎められ、父の取り成しで助命されたが、役職は罷免され、所領は没収されたという。また、『フロイス日本史』によると、この前後の時期に片目の視力を失ったと記されている。
その後は、宗麟の下に引き取られ臼杵に移り、父の臨終に立会いその葬儀も執り行った。天正19年（1591年）8月には、再び加判衆に再任され、翌20年（1592年）の文禄の役にも参陣した。大友氏が改易された後は、立花宗茂の軍に付けられ、のち、慶長14年（1609年）には細川忠興に100石30人扶持で客分として仕官し、利根川道孝（とねがわ みちたか）と改名した。
寛永18年（1641年）、死去。子の親英の子孫は熊本藩の細川氏の直臣となり、松野氏を称した。